# Стеценко Володимир Іванович
Володи́мир Іва́нович Стеце́нко — відомий український композитор, член Національної Спілки композиторів України.

## Біографія
Народився 1 лютого 1941 року в Донецьку. В 1966 році закінчив Київську державну консерваторію ім. П. І. Чайковського по класу баяна народного артиста України М. І. Різоля, а в 1990 році — Донецький державний музично-педагогічний інститут ім. С. С. Прокоф 'єва по класу композиції С. А. Мамонова. Викладач Донецького державного музичного училища; кафедри композиції і сучасних музичних технологій Донецької державної музичної академії ім. С. С. Прокоф 'єва, лавреат премії імені С. С. Прокоф'єва (1996), дипломант Всеукраїнського конкурсу композиторів «Духовні псалми» (2001), заслужений діяч мистецтв України (2006).
22 березня 2013 року Володимиру Івановичу присуджено Премію ім. М. В. Лисенка за творчі здобутки у жанрі хорової музики.,

## Творчість
Володимир Стеценко — автор творів різних жанрів, серед яких симфонія, камерна, хорова музика, твори для народних інструментів, пісні. Композитор багато працює в хоровому жанрі, його твори увійшли до репертуару багатьох професійних, самодіяльних, студентських, дитячих хорових колективів, серед яких Національна заслужена академічна хорова капела України «Думка», Київський муніципальний хор «Хрещатик», камерний хор ім. Д. Бортнянського міста Чернігова, Вінницький муніципальний хор, 
хор «Веснівка» м. Торонто (Канада), хор «Благовіст» Луганського коледжу культури і мистецтв, практично всі навчальні хори України. Хорові твори В. Стеценко широко виконуються на Батьківщині та за її межами — у США, Канаді, Ірландії, Італії, Німеччини , Польщі, Фінляндії, Латвії, Росії. З виконанням творів композитора провідні хорові колективи брали участь у багатьох престижних міжнародних конкурсах і фестивалях і неодноразово були відзначені лауреатськими нагородами. Так, хор «Хрещатик» отримав і премію і Золоту медаль на Міжнародному конкурсі хорових колективів у м. Сайго (Ірландія) і звання лауреата на V Міжнародному фестивалі камерних хорів у м. Рига (Латвія); зразковий хор ДМШ р. Докучаєвська отримав Гран-прі, диплом лауреата і Кубок Анатолія Авдієвського на IV Міжнародному дитячому хоровому конкурсі Георгія Струве «Артеківські зорі»[недоступне посилання з липня 2019], і премію, Золотий диплом і кубок на IV Міжнародному хоровому конкурсі в м. Ріва-дель-Гарда (Італія); хор «Благовіст» — II премію на Всеукраїнському конкурсі хорових колективів у м. Івано-Франківськ тобто Хорові твори В. Стеценко щорічно виконуються в концертах Міжнародного фестивалю «Київ-Музик-Фест» і фестивалю сезону"[недоступне посилання з липня 2019].
Величезне місце у творчій спадщині Стеценка займає хорова музика, яку композитор пише переважно на народні та духовні тексти. Слід особливо відзначити, що композитор, використовуючи справжні народні тексти, ніколи не звертався до народних мелодій. Тобто його хорові твори є цілком оригінальними музичними зразками, а не обробками народних пісень.
У вокальних творах, переважно драматичних за змістом, композитор створює жіночі образи, пов'язані з темами нелегкій долі і страждання через кохання (романс и написані саме для жіночого голосу. Вокальні твори В. Стеценко певною мірою продовжують і розвивають риси, властиві хоровим творам композитора. Створені, так само як і хори, на народні тексти. Але як і в хорах, автор, послідовно дотримуючись принципів народного інтонаційного мислення, органічно відчуваючи стилістику та жанрову природу  народної пісні, ніколи не вдається до прямим цитат і створює оригінальні зразки вокальної музики. На відміну від хорових творів, призначених для виконання а cappella, романси В. Стеценко супроводжує фортепіанна партія, роль якої значно виходить за рамки акомпанементу. Супровід, ретельно розроблене і розвинене, іноді навіть віртуозне, має досить самостійне значення і стає рівноправним «партнером» вокальної партії у створенні та посилення емоційної виразності і драматизму образів.

## Список творів
Симфонічні та вокально-симфонічні
- «Симфонія» es-moll у трьох частинах для великого симфонічного оркестру
- «Концерт» для баяна та симфонічного оркестру
- «Я сподіваюся на вас». Слова І. Шаферана. Для голосу та симфонічного оркестру
- «А на серці неспокій». Слова І. Гофф. Для голосу та симфонічного оркестру
- «Стучи, барабан». Слова В. Медведієвої. Для хору та симфонічного оркестру
- «Твої учні». Слова Л. Касинської. Для солістів та симфонічного оркестру

Камерно-вокальні
- «Чи знаєш ти». Романс на слова В. Сосюри для сопрано та фортепіано
- «Крізь вогні». Романс на слова В. Сосюри для баритона та фортепіано
- «Прийшла весна». Романс на слова М. Голоденка для голоса та фортепіано
- «Балада». Слова М. Голоденка для баса та фортепіано
- «Былинный край». Слова М. Хапланова

Камерно-інструментальні
- «Соната» для фортепіано
- «Basso ostinato» пам'яті Б. М. Лятошинского для фортепіано
- «Прелюдія» для фортепіано a-moll
- «Прелюдія» для фортепіано d-moll
- «Вічний рух» для фортепіано
- «Фуга» для фортепіано
- «Токата» для фортепіано

- «Три обробки народних пісень» для фортепіано

- Утушка луговая. Російська народна пісня
- Їхав козак. Українська народна пісня
- Ой ти, дівчино, зарученая
- Три конарі

- «Шість п'єс» для фортепіано:

- Голуба лагуна
- Тема з варіаціями
- Старовинний наспів
- Колискова
- Казка
- Волинка
- Зозуленька

- «Три обробки» для голосу та фортепіано

- Сільська свадьба. Болгарська народна пісня
- То не вечер. Російська народна пісня
- Ой, при лужку, при лужку. Українська народна пісня

- «Дві пісні» на слова М. Пляцковського для жіночого голосу та ансамблю скрипалів

- А война не прощается с нами
- Что же я наделала

Для скрипки та камерного оркестру
- Зворушлива історія
- Волинка
- Гандзя, обробка
- Осінній пейзаж
- Прелюдія
- Гандзя

Для камерного оркестру
- Веснянка
- Зозуленька
- Токата
- Псалом
- Рондо

- «Три п'єси» для двох скрипок:

- Роздум
- Полька
- Сумна пісня

- «Матрешки» для двох скрипок та віолончелі

Вокальні
- 13 солоспівов для голосу і ф-но

Для народних інструментів
- «Andante» та «Perpetuum mobile» для акордеона
- «Дитячий альбом» (12 творів) для баяну
- «Поема» для баяну
- «П'ятнадцять етюдів» для баяну
- «Роздум» для баяну
- «Старовинний вальс» для баяну
- «Токата-фуга» для двох баянів
- «Школа технічної майстерності» для баяну
- «Я на горку шла». Обробка російської народної пісні для баяну
- «Я по бережку». Обробка російської народної пісні для баяну
- «Осінній пейзаж» для гітари
- «Сумна пісня» для гітари
- «Вальс» для оркестру народних інструментів
- «Коробейники». Обробка російської народної пісні для тенора та оркестру народних інструментів
- «Что ты жадно глядишь на дорогу». Обробка російської народної пісні для мецо сопрано та оркестру народних інструментів
- «Ой ти, дівчино». Обробка української народної пісні для баритона та оркестру народних інструментів
- «Ой, вийди, Іванку». Обробка для жіночого (дитячого хору).

Для змішаного хору
Духовні хори
- «Ангеле Христів» (Молитва до святого Ангела-Охоронителя). Слова канонічні
- «Благого царя Блага мати» (Молитва до Пресвятої Богородиці). Слова канонічні
- «Божая мати». Сл. Я. Вільченка
- «Господи, Боже мій» (Псалом). Слова канонічні
- «Господи, хто може перебувати в наметі твоїм» (Псалом). Слова канонічні
- «Захисти мене, Господи» (Псалом). Слова канонічні
- «Не карай мене, Господи» (Псалом). Слова канонічні
- «Почуй, Господи, мову мою» (Псалом). Слова канонічні
- «Я каюся перед тобою» (Псалом). Слова канонічні

Хори на слова російських поетів
- «Сосна». Слова М. Лермонтова
- «Осень». Слова М. Івенсен

На українські народні тексти
- «Веснянка»
- «Десь мій милий далеко»
- «Калино-малино»
- «Козак од'їжджає, дівчинонька плаче»
- «Колискова»
- «На городі верба рясна»
- «На долині дуб, дуб»
- «О, милий мій, молю тебе»
- «Ой, ви вітри»
- «Ой, на горі вогонь горить»
- «Ой, полети, зозуленько»
- «Ой, пущу я кониченька в саду»
- «Ой, рясна, красна в лузі калина»
- «Саду мій, саду зелененький»
- «Стоїть явір»
- «В кінці верби шумлять верби»
- «Чого, селезень, скучний, невесел»
- «Чогось мені чудно»

Для жіночого хору
Духовный хор
- «Господи, Боже мій»

На українські народні тексти
- «А в тому саду»
- «Веснянка»
- «Десь мій милий далеко»
- «Калино-малино»
- «Коло млина, коло броду»
- «О, милий мій, молю тобе»
- «Ой ти, Соловейку»
- «Ой, на горі сніг біленький»
- «Ой, на гору козак воду носить»
- «Ой, не рости, кропе»
- «Ой, полети, зозуленько»
- «Ой, рясна, красна в полі калина»
- «Попід терном стежечка»
- «Стоїть явір»
- «Чогось мені чудно»
- «Ой, вийди, Іванку». Обробка для жіночого (дитячого хору).

- «Сопілонька». Для флейти і ф-но.